# 1-й Новый переулок
Пе́рвый Но́вый переу́лок — улица в центре Москвы в Красносельском районе между Нижней Красносельской улицей и Гавриковой улицей.

## Происхождение названия
Названия трёх Новых переулков известны с начала XX века и отражают более позднее возникновение переулков по сравнению с соседними улицами. Первоначальное название — 1—3-й переулки Сахацких — связано с тем, что здесь проживал участник Отечественной войны 1812 года, отставной капитан, кавалер ордена Святого Владимира Михаил Николаевич Сахацкий. Его потомки проживали здесь вплоть до 1917 года.

## Описание
1-й Новый переулок начинается от Нижней Красносельской улицы на северо-восток параллельно Краснопрудной улице, налево от него отходит 2-й Новый, а направо — 3-й Новый переулки, затем выходит на южную развязку Русаковской эстакады Третьего транспортного кольца. Выезд находится в месте разворота с односторонним движением под мост-путепровод над железнодорожными путями Казанского направления и дальнейшим выездом к Леснорядскому переулку, Русаковской улице и на внешнюю сторону кольца.

## Здания и сооружения
- дом 9, строение 3 —  Международная академия наук информации, информационных процессов и технологий (МАНИПТ);
- дом 18/20, строение 1 —  профилакторий Федеральной налоговой службы России.

## См.также
- 2-й Новый переулок
- 3-й Новый переулок